# Santos Monestina
Santos Monestina Palacio  (19 de enero de 1963, Santa Eulalia) es un pintor asturiano. Su obra cuenta con elementos figurativos y abstractos, con un énfasis especial en la emoción.

## Biografía
Tuvo una vocación temprana por la pintura, inspirándose en los artistas de su entorno. Inició sus estudios en el instituto de Villaviciosa y continuó formándose en bellas artes en Bilbao. Allí tuvo la oportunidad de conocer y colaborar con pintores de gran reconocimiento como Agustín Ibarrola, Darío Urzay, Jose Luis Tolosa o J. M. Lazkano, que servirían para completar el desarrollo de su propio estilo personal. Posteriormente se trasladó a Madrid, donde trabajó como profesor de artes plásticas. Se licenció en 1986.
A lo largo de su carrera, fue cofundador del grupo artístico Encuentros en Torazu, entremezclando sus ideas y experiencias con las de otros artistas, para crear un diálogo innovador. Su obra destaca por la fusión entre la representación tradicional y otras formas más libres, en la búsqueda de la conexión emocional. 
A lo largo de su carrera, Santos Monestina ha realizado distintas exposiciones. Su obra ha podido ser contempalda en eventos como la "Exposición colectiva Pintores Asturianos con Palestina", así como otras iniciativas. 
Actualmente ejerce como profesor de arte en el IES Víctor García de la Concha (Villaviciosa). 